# Pirate Pete
Pirate Pete (パイレートピート?, Pairēto Pīto) è un videogioco arcade sviluppato e pubblicato dalla Taito nel 1983.
È stato emulato per la prima volta ed è tuttora presente nell'antologia di Hamster Corporation Arcade Archives per PlayStation 4 e Nintendo Switch.

## Modalità di gioco
In Pirate Pete si impersona un buffo pirata alla ricerca della sua principessa, tenuta prigioniera da un gruppo di pirati nemici. La dinamica, i livelli e il sonoro sono identici ad un altro videogioco arcade dello stesso anno, sempre di Taito chiamato Jungle Hunt. Il gioco è composto da quattro livelli:
1. La nave: Pete dovrà destreggiarsi fra le cime degli alberi maestri evitando di cadere sul ponte della nave.
2. Il mare: L'azione si sposta in acqua, in cui bisogna tornare a riva evitando o colpendo gli squali. Immergendosi si consuma aria e Pete deve tornare in superficie per recuperarla.
3. La caverna: Saltando i massi che rotolano bisogna arrivare alla sommità. Durante la corsa bisogna anche fare attenzione a dei serpenti, che i quali si trovano sul tetto.
4. Finale: Tre pirati nemici tengono in ostaggio la moglie di Pete, il giocatore dovrà salvarla semplicemente toccandola.